# 안네그레트 리히터
안네그레트 리히터(독일어: Annegret Richter, 1950년 10월 13일 ~ )는 전 서독의 육상 선수이자, 1976년 몬트리올 올림픽 100m 우승자이다.

## 생애
본명은 안네그레트 이랑(Annegret Irrang)으로 도르트문트에서 태어나, 1971년 유럽 선수권 대회에서 첫 400m 계주 타이틀을 얻었다. 이듬해 뮌헨 올림픽에서 100m 5위를 하였고 허들 선수 만프레트 리히터와 결혼하면서 그 성을 쓰게 된다. 계주 팀의 일원으로 리히터는 세계 기록으로 달리면서 동독 팀을 꺾고 금메달을 획득하였다.
몬트리올 올림픽이 열리기 전에 모든 사람들이 리히터를 우승 후보로 보지 않았지만, 같은 도르트문트 출신의 동료 잉게보르크 헬텐이 경기에 대비하며 11.04초의 세계 기록을 세웠다. 예선에서 리히터는 전직 챔피언 동독의 레나테 슈테허에 의하여 패하였으나, 2 라운드에서 11.05초를 달리다가 준결승전에서 세계 기록 11.01초를 세웠다. 결승전에서 슈테허를 1m 차이로 꺾고 우승하였다. 3일 후에는 200m에서 은메달을 따고, 계주에서도 동독 팀에게 패하여 다시 2위를 하였다.
이듬해 은퇴하였으나, 1978년 복귀했다. 하지만 부상으로 재은퇴했다.